# Società Sportiva Calcio Napoli 2010-2011
Questa voce raccoglie le informazioni riguardanti la Società Sportiva Calcio Napoli nelle competizioni ufficiali della stagione 2010-2011.

## Stagione
La stagione 2010-2011 del Napoli è stata la 65ª in Serie A e la 69ª complessiva in massima serie. Il club partenopeo, inoltre, partecipa per la 14ª volta alla UEFA Europa League (la 1ª dopo il cambio di formato e denominazione avvenuto nel 2009) e per la 23ª volta a una competizione europea.
In ossequio alle disposizioni legislative, questa stagione vede l'introduzione della Club Azzurro Card, la tessera del tifoso emanata dal club partenopeo necessaria per abbonarsi e che consente di seguire la squadra in trasferta anche in caso di restrizioni imposte dall'Osservatorio Nazionale sulle Manifestazioni Sportive. Novità anche nei quadri dirigenziali: la carica di Direttore Generale, vacante dalla risoluzione del contratto di Pierpaolo Marino, viene assegnata a Marco Fassone, già dirigente della Ferrero e della Juventus.
La sede del ritiro precampionato è la città di Folgaria, in provincia di Trento, dove la squadra resta dal 12 al 30 luglio. Nelle amichevoli ivi disputate si impone per 13-0 sulla formazione degli Altipiani, quindi supera di misura il Mezzocorona (1-0) e il Cittadella (2-1). Il 3 agosto, nella prima uscita stagionale al San Paolo, il Napoli batte 2-1 il Wolfsburg, campione di Germania nel 2009. In seguito impatta per 0-0 contro il Bologna a Ravenna, quindi arriva ultimo nel triangolare di Palermo disputato contro il Valencia (1-1 e sconfitta ai rigori) e i padroni di casa rosanero (0-1). La stagione ufficiale si apre nella seconda metà di agosto con gli spareggi di Europa League contro gli svedesi dell'Elfsborg, nei quali il Napoli si impone grazie a una doppia vittoria (1-0 a Napoli e 2-0 in Svezia). Il sorteggio per la fase a gironi colloca i partenopei nel gruppo K insieme a Liverpool, Steaua Bucarest e Utrecht.
In campionato il Napoli parte con due pareggi contro Fiorentina (1-1) e Bari (2-2), quindi coglie la prima vittoria il 19 settembre 2010, alla terza giornata, espugnando lo stadio Luigi Ferraris di Genova: 2-1 contro la Sampdoria con la prima rete stagionale di Marek Hamšík e la terza - quinta complessiva considerando le coppe - di Edinson Cavani, un successo in casa blucerchiata che in Serie A mancava da 14 anni, ossia lo 0-1 del 1996-1997. Dopo lo stop interno contro il Chievo Verona nel turno infrasettimanale (1-3), i partenopei vincono largamente a Cesena (4-1) per poi superare la Roma al San Paolo (2-0), tornando così a battere i giallorossi dopo 13 anni (1-0 nel 1997).

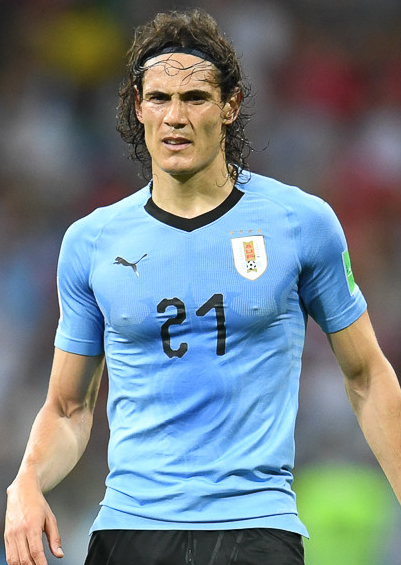
Edinson Cavani, protagonista della stagione azzurra con 33 reti complessive.

L'avvio in Europa League ricalca quello in campionato: è caratterizzato cioè da due pareggi, uno interno (0-0) contro l'Utrecht e un altro in trasferta contro la Steaua Bucarest (3-3), dopo che il Napoli si era ritrovato in svantaggio di tre reti. Mattatore in questo inizio di stagione è Edinson Cavani, autore di 8 reti nelle prime 9 partite. Nel doppio confronto contro il Liverpool il Napoli ottiene un pareggio (0-0) al San Paolo e una sconfitta ad Anfield (3-1); dopo un altro pareggio (3-3) in rimonta nella trasferta olandese in casa dell'Utrecht con una tripletta di Cavani (la prima in carriera) in rimonta dal 3-1 degli olandesi, e nell'ultima partita del girone i partenopei superano la Steaua Bucarest (1-0) nel recupero, garantendosi in tal modo la qualificazione al turno successivo, unica squadra tra le italiane impegnate nella competizione a passare i gironi, a differenza di Juventus, Palermo e Sampdoria, quest'ultima retrocessa dai play-off di Champions League.
In campionato il Napoli rallenta con il pareggio di Catania (1-1) e lo stop interno contro il Milan (1-2), per poi riprendere il cammino con un certo ritmo: nelle successive undici partite del girone d'andata, caratterizzate dall'assenza di pareggi, il Napoli raccoglie otto vittorie (alcune delle quali conseguite negli ultimi secondi di gioco, come quelle ai danni di Cagliari, Palermo e Lecce) e tre sconfitte, tutte in trasferta (contro Lazio, Udinese e Inter). Nell'ultima giornata di andata, giocata il 9 gennaio 2011, i partenopei superano al San Paolo la Juventus per 3-0 grazie a una tripletta di Cavani, ormai trascinatore degli azzurri con 13 reti in campionato (capocannoniere al giro di boa a pari merito con Antonio Di Natale) e 20 complessive in stagione; con questa vittoria il Napoli chiude il girone di andata al 2º posto con 36 punti, a quattro lunghezze dal Milan capolista.
Eliminato ai quarti di finale di Coppa Italia dall'Inter dopo i calci di rigore, il cammino in Europa League si ferma ai sedicesimi di finale, nei quali il Napoli viene superato nel doppio confronto dagli spagnoli del Villarreal (0-0 a Napoli e 2-1 per il submarino amarillo nel ritorno in Spagna). Nel girone di ritorno i partenopei seguitano nel tenere un'andatura regolare, con alcune vittorie di rilievo come il 4-0 ai danni della Sampdoria (con un'altra tripletta di Edinson Cavani) e il successo (2-0) a domicilio della Roma, impresa, quest'ultima, che al Napoli non riusciva da 18 anni (dalla vittoria per 2-3 del 1993-1994). Dopo l'1-0 interno contro il Catania, 26ª giornata, gli azzurri sono secondi in classifica a tre lunghezze dal Milan capolista alla vigilia dello scontro diretto allo stadio Giuseppe Meazza: il match vede tuttavia prevalere i rossoneri (3-0) e dopo il seguente pareggio interno col Brescia (0-0) gli azzurri scivolano a otto punti dal primo posto.

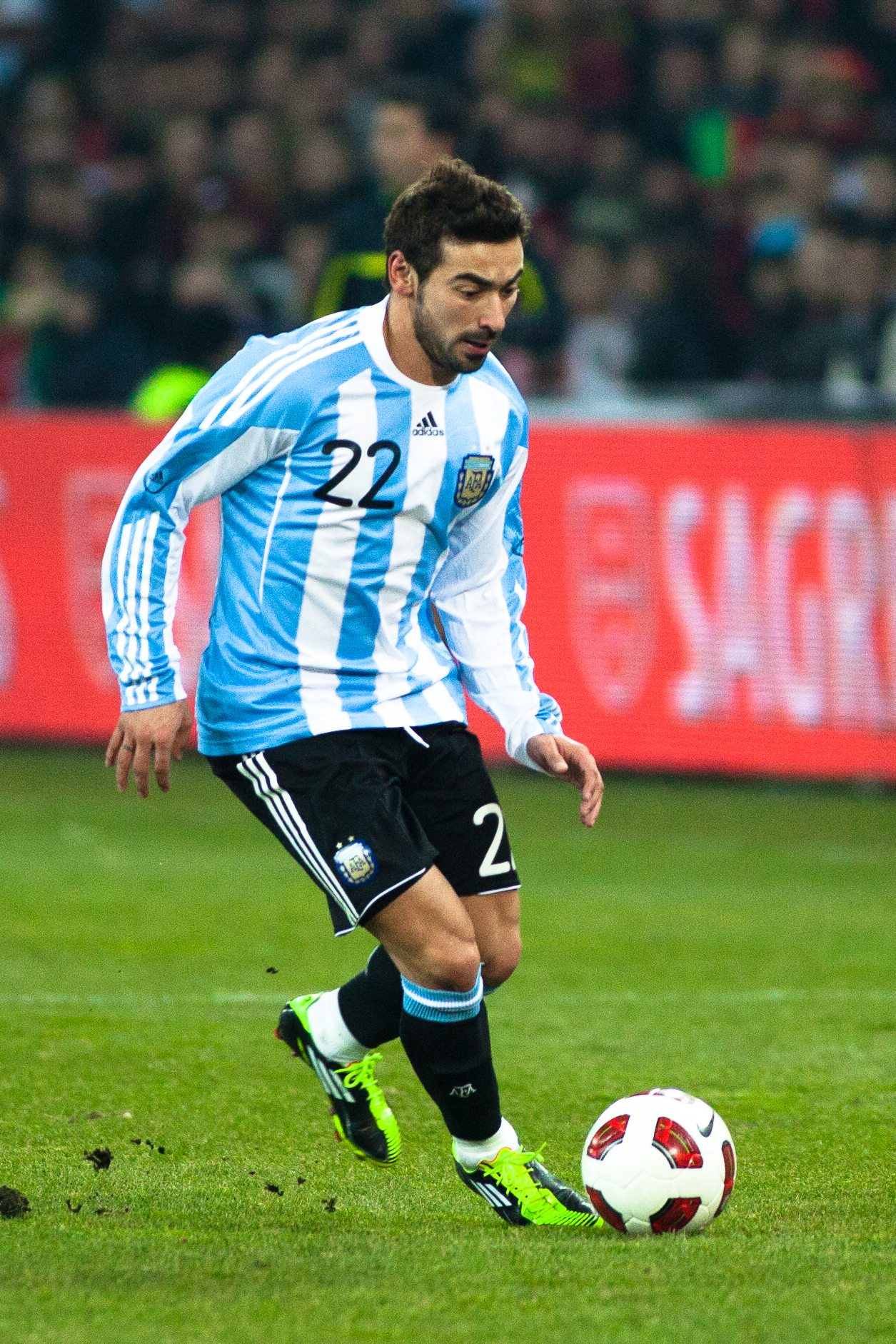
Ezequiel Lavezzi, decisivo nella veste di uomo-assist.

Nondimeno, complice un rallentamento dei meneghini, con le due vittorie consecutive ai danni di Parma e Cagliari il Napoli si riporta a tre punti dalla capolista, mantenendo invariato il distacco fino alla 32ª giornata. A questo punto i due stop consecutivi contro Udinese e Palermo e le concomitanti vittorie rossonere escludono definitivamente il Napoli dalla lotta scudetto. Pur con un periodo di calo nel finale di campionato - cinque punti nelle ultime sei partite - i partenopei chiudono al 3º posto con 70 punti, e il pareggio 1-1 con l'Inter con gol di Zuniga consente loro di accedere direttamente in Champions League con una giornata d'anticipo, a 21 anni dall'ultima partecipazione. Nel collettivo di Walter Mazzarri si distinguono particolarmente i componenti del tridente offensivo: Edinson Cavani, capocannoniere azzurro e secondo miglior realizzatore del campionato, Ezequiel Lavezzi, miglior uomo-assist del Napoli e terzo migliore del torneo, e Marek Hamšík, 11 reti in campionato e 13 complessive in stagione.
Il miglior campionato del Napoli dell'era post-Maradona è caratterizzato da diversi record, sia di squadra che individuali: a livello di collettivo, il record di punti in Serie A (70) con i tre punti per vittoria, il record di vittorie complessive (21, eguagliato il risultato del campionato 1989-1990 che assegnò il secondo scudetto partenopeo, quando il torneo era costituito da 18 squadre) e il record assoluto di vittorie esterne (9). A livello individuale Edinson Cavani, protagonista della stagione con 26 reti in campionato e 7 in Europa League, diventa il miglior marcatore della storia del Napoli in una singola stagione di massima serie, superando il precedente record di Antonio Vojak (22 realizzazioni) che resisteva dalla stagione 1932-1933. Il portiere Morgan De Sanctis, infine, fa registrare il nuovo record di imbattibilità interna, mantenendo la porta inviolata al San Paolo per 798 minuti consecutivi; l'estremo difensore azzurro, inoltre, si conferma unico calciatore della massima serie ad aver giocato tutti i minuti di questa stagione e di quella precedente: 76 partite da titolare senza mai essere sostituito.

## Divise e sponsor
La Macron fornisce il materiale tecnico per il secondo dei tre anni di contratto stipulati con il club partenopeo, mentre come sponsor principale si conferma il duraturo sodalizio con Acqua Lete, partner ufficiale degli azzurri per il sesto anno consecutivo.
La divisa principale è costituita dalla tradizionale maglia azzurra, con calzoncini bianchi e calzettoni azzurri. La divisa da trasferta è composta da una maglia bianca con dettagli azzurri, con pantaloncini azzurri e calzettoni bianchi, mentre la terza divisa è costituita da un completo blu con inserti azzurri.
| Casa | Trasferta | Terza divisa |

## Organigramma societario
Dal sito ufficiale del Napoli.
Area direttiva
- Presidente: Aurelio De Laurentiis
- Vicepresidenti: Jacqueline Marie Baudit ed Edoardo De Laurentiis
- Consigliere: Valentina De Laurentiis
- Consigliere Delegato: Andrea Chiavelli
- Direttore Generale: Marco Fassone

Area comunicazione
- Addetto Stampa: Guido Baldari

Area marketing
- Direzione commerciale e marketing: Alessandro Formisano

Area organizzativa
- Segretario: Alberto Vallefuoco
- Team manager: Giuseppe Santoro

Area tecnica
- Direttore Sportivo: Riccardo Bigon
- Responsabile settore scouting: Maurizio Micheli
- Coordinatore settore scouting: Marco Zunino
- Capo Osservatori: Leonardo Mantovani
- Allenatore: Walter Mazzarri
- Allenatore in 2ª: Nicolò Frustalupi
- Collaboratore tecnico: Enzo Concina
- Preparatori atletici: Giuseppe Pondrelli e Corrado Saccone
- Preparatore dei portieri: Nunzio Papale

Area sanitaria
- Settore sanitario: Dott. Alfonso De Nicola
- Fisiatra: Dott. Enrico D'Andrea
- Medico dello sport: Dott. Raffaele Canonico
- Fisioterapisti: Giovanni D'Avino e Agostino Santaniello
- Riabilitatore: Rosario D'Onofrio
- Massaggiatore: Marco Di Lullo

## Rosa
| N. |                       | Ruolo | Calciatore         |
| -- | --------------------- | ----- | ------------------ |
| 1  | Italia (bandiera)     | P     | Gennaro Iezzo      |
| 2  | Italia (bandiera)     | D     | Gianluca Grava     |
| 3  | Italia (bandiera)     | D     | Luigi Vitale       |
| 4  | Spagna (bandiera)     | D     | Víctor Ruiz        |
| 5  | Italia (bandiera)     | C     | Michele Pazienza   |
| 6  | Italia (bandiera)     | D     | Salvatore Aronica  |
| 7  | Uruguay (bandiera)    | A     | Edinson Cavani     |
| 8  | Italia (bandiera)     | D     | Andrea Dossena     |
| 9  | Italia (bandiera)     | A     | Giuseppe Mascara   |
| 11 | Italia (bandiera)     | C     | Christian Maggio   |
| 12 | Italia (bandiera)     | A     | Nicolao Dumitru    |
| 13 | Italia (bandiera)     | D     | Fabiano Santacroce |
| 14 | Argentina (bandiera)  | D     | Hugo Campagnaro    |
| 17 | Slovacchia (bandiera) | C     | Marek Hamšík       |
| 18 | Colombia (bandiera)   | D     | Juan Camilo Zúñiga |

| N. |                      | Ruolo | Calciatore                 |
| -- | -------------------- | ----- | -------------------------- |
| 21 | Algeria (bandiera)   | C     | Hassan Yebda               |
| 22 | Argentina (bandiera) | A     | Ezequiel Lavezzi           |
| 23 | Uruguay (bandiera)   | C     | Walter Gargano             |
| 25 | Brasile (bandiera)   | D     | Emílson Sánchez Cribari    |
| 26 | Italia (bandiera)    | P     | Morgan De Sanctis          |
| 27 | Italia (bandiera)    | A     | Fabio Quagliarella         |
| 28 | Italia (bandiera)    | D     | Paolo Cannavaro (capitano) |
| 29 | Italia (bandiera)    | A     | Cristian Bucchi            |
| 33 | Italia (bandiera)    | P     | Matteo Gianello            |
| 77 | Argentina (bandiera) | C     | José Ernesto Sosa          |
| 80 | Italia (bandiera)    | C     | Manuele Blasi              |
| 84 | Italia (bandiera)    | D     | Erminio Rullo              |
| 91 | Italia (bandiera)    | C     | Raffaele Maiello           |
| 99 | Italia (bandiera)    | A     | Cristiano Lucarelli        |

## Calciomercato
Il mercato estivo in entrata si apre con l'acquisto dell'attaccante uruguaiano Edinson Cavani, prelevato dal Palermo con la formula del prestito con diritto di riscatto, cui fa seguito l'acquisto di un altro attaccante, Cristiano Lucarelli, arrivato dal Parma con la medesima formula e richiesto espressamente dall'allenatore partenopeo, che già lo aveva avuto ai tempi del Livorno. Sul fronte delle cessioni, lasciano Napoli dopo solo un anno Luca Cigarini ed Erwin Hoffer, ceduti in prestito con diritto di riscatto rispettivamente a Siviglia e Kaiserslautern. Partono anche Germán Denis, che in cerca di maggiore spazio viene ceduto in comproprietà all'Udinese, e Mariano Bogliacino, trasferitosi al Chievo dopo cinque stagioni trascorse in maglia azzurra. Sempre in prestito con diritto di riscatto viene ceduto Jesús Dátolo all'Espanyol, mentre Nicolás Navarro, Roberto De Zerbi e Marcelo Zalayeta, ai margini della rosa, risolvono consensualmente il contratto in essere con la società partenopea.
Nelle battute finali del calciomercato, Fabio Quagliarella e Leandro Rinaudo vengono ceduti alla Juventus (entrambi in prestito con diritto di riscatto), mentre vengono prelevati José Ernesto Sosa dal Bayern Monaco, Emílson Sánchez Cribari dalla Lazio (entrambi a titolo definitivo), Hassan Yebda dal Benfica e il giovane attaccante dell'Empoli e dell'Italia Under-19 Nicolao Dumitru, questi ultimi due in prestito con diritto di riscatto.
Nella sessione invernale vengono acquistati il giovane difensore spagnolo Víctor Ruiz, proveniente dall'Espanyol (cui viene ceduto a titolo definitivo Jesús Dátolo nell'ambito dell'operazione), e l'attaccante Giuseppe Mascara dal Catania.

### Sessione estiva(dall'1/7 al 31/8)
| Acquisti         | Acquisti                | Acquisti             | Acquisti                                            |
| R.               | Nome                    | da                   | Modalità                                            |
| ---------------- | ----------------------- | -------------------- | --------------------------------------------------- |
| D                | Emílson Sánchez Cribari | Lazio                | definitivo (0,5 milioni €)                          |
| D                | Luigi Vitale            | Livorno              | fine prestito                                       |
| C                | Manuele Blasi           | Palermo              | fine prestito                                       |
| C                | José Ernesto Sosa       | Bayern Monaco        | definitivo (2 milioni €)                            |
| C                | Hassan Yebda            | Benfica              | prestito con diritto di riscatto                    |
| A                | Cristian Bucchi         | Cesena               | fine prestito                                       |
| A                | Edinson Cavani          | Palermo              | prestito con diritto di riscatto                    |
| A                | Nicolao Dumitru         | Empoli               | prestito con dir. di riscatto comp. (1,5 milioni €) |
| A                | Cristiano Lucarelli     | Parma                | prestito con diritto di riscatto                    |
| Altre operazioni |                         |                      |                                                     |
| R.               | Nome                    | da                   | Modalità                                            |
| P                | Nicolás Navarro         | River Plate          | fine prestito                                       |
| D                | Francesco Bruno         | Fano                 | fine prestito                                       |
| D                | Mario D'Urso            | Aversa Normanna      | fine prestito                                       |
| C                | Nicolás Amodio          | Piacenza             | fine prestito                                       |
| C                | Samuele Dalla Bona      | Verona               | fine prestito                                       |
| C                | Jesús Dátolo            | Olympiacos           | fine prestito                                       |
| C                | Luca Giannone           | Lecco                | fine prestito                                       |
| C                | Massimiliano Ammendola  | Crociati Noceto      | fine prestito                                       |
| A                | Camillo Ciano           | Lecco                | fine prestito                                       |
| A                | Roberto De Zerbi        | CFR Cluj             | fine prestito                                       |
| A                | Lorenzo Insigne         | Cavese               | fine prestito                                       |
| A                | Piá                     | Torino               | fine prestito                                       |
| A                | Marcelo Zalayeta        | Juventus via Bologna | risoluzione compartecipazione                       |

| Cessioni         | Cessioni               | Cessioni        | Cessioni                                           |
| R.               | Nome                   | a               | Modalità                                           |
| ---------------- | ---------------------- | --------------- | -------------------------------------------------- |
| D                | Leandro Rinaudo        | Juventus        | prestito dir. riscatto (0,6 milioni €)             |
| C                | Mariano Bogliacino     | Chievo          | prestito con diritto di riscatto (0,15 milioni €)  |
| C                | Luca Cigarini          | Siviglia        | prestito con diritto di riscatto (0,292 milioni €) |
| A                | Germán Denis           | Udinese         | compartecipazione (3 milioni €)                    |
| A                | Erwin Hoffer           | Kaiserslautern  | prestito con diritto di riscatto (0,25 milioni €)  |
| A                | Fabio Quagliarella     | Juventus        | prestito dir. riscatto (4,5 milioni €)             |
| Altre operazioni |                        |                 |                                                    |
| R.               | Nome                   | a               | Modalità                                           |
| P                | Nicolás Navarro        |                 | risoluzione contratto                              |
| D                | Francesco Bruno        | Atletico Roma   | prestito                                           |
| D                | Matteo Contini         | Real Saragozza  | riscatto cartellino                                |
| D                | Mario D'Urso           | Fondi           | prestito                                           |
| D                | Alessandro Diana       | Cavese          | prestito                                           |
| D                | Francesco Monda        | Sanremese       | prestito                                           |
| C                | Nicolás Amodio         | Portogruaro     | prestito                                           |
| C                | Samuele Dalla Bona     | Atalanta        | prestito con diritto di riscatto                   |
| C                | Jesús Dátolo           | Espanyol        | prestito con diritto di riscatto (0,17 milioni €)  |
| C                | Luca Giannone          | Matera          | prestito                                           |
| C                | Crescenzo Liccardo     | Paganese        | prestito                                           |
| C                | Daniele Mannini        | Sampdoria       | rinnovo compartecipazione                          |
| C                | Cosmo Palumbo          | Aversa Normanna | prestito                                           |
| C                | Massimiliano Ammendola | Aversa Normanna | prestito con diritto di riscatto                   |
| A                | Emanuele Calaiò        | Siena           | risoluzione compartecipazione                      |
| A                | Camillo Ciano          | Cavese          | prestito                                           |
| A                | Roberto De Zerbi       |                 | risoluzione contratto                              |
| A                | Lorenzo Insigne        | Foggia          | compartecipazione                                  |
| A                | Piá                    | Portogruaro     | definitivo                                         |
| A                | Umberto Varriale       | Avellino        | compartecipazione                                  |
| A                | Marcelo Zalayeta       | Kayserispor     | definitivo                                         |

### Sessione invernale(dal 3/1 al 31/1)
| Acquisti         | Acquisti                 | Acquisti        | Acquisti                      |
| R.               | Nome                     | da              | Modalità                      |
| ---------------- | ------------------------ | --------------- | ----------------------------- |
| D                | Víctor Ruiz              | Espanyol        | definitivo (7,5 milioni €)    |
| A                | Giuseppe Mascara         | Catania         | definitivo (1,3 milioni €)    |
| Altre operazioni |                          |                 |                               |
| R.               | Nome                     | da              | Modalità                      |
| D                | Francesco Bruno          | Atletico Roma   | fine prestito                 |
| D                | Alessandro Diana         | Cavese          | fine prestito                 |
| D                | Francesco Monda          | Sanremese       | fine prestito                 |
| C                | Massimiliano Ammendola   | Aversa Normanna | fine prestito                 |
| A                | Jean Romaric Kevin Koffi | svincolato      |                               |
| A                | Umberto Varriale         | Avellino        | risoluzione compartecipazione |

| Cessioni         | Cessioni                 | Cessioni | Cessioni   |
| R.               | Nome                     | a        | Modalità   |
| ---------------- | ------------------------ | -------- | ---------- |
| D                | Erminio Rullo            | Modena   | definitivo |
| A                | Cristian Bucchi          | Pescara  | prestito   |
| Altre operazioni |                          |          |            |
| R.               | Nome                     | a        | Modalità   |
| D                | Francesco Bruno          | Avellino | prestito   |
| C                | Jesús Dátolo             | Espanyol | definitivo |
| A                | Jean Romaric Kevin Koffi | Siracusa | prestito   |

## Risultati

### Serie A[87]

#### Girone di andata
| Arbitro: | Gervasoni (Mantova) |

|                |           |           |
| D'Agostino 49’ | Marcatori | 7’ Cavani |

| Arbitro: | De Marco (Chiavari) |

|                          |           |                          |
| Cavani 30’ Cannavaro 87’ | Marcatori | 12’ Barreto 88’ Castillo |

| Arbitro: | Valeri (Roma) |

|                    |           |                       |
| Cassano 78’ (rig.) | Marcatori | 83’ Hamšík 86’ Cavani |

| Arbitro: | Giannoccaro (Lecce) |

|              |           |                                   |
| Cannavaro 9’ | Marcatori | 22’, 74’ Pellissier 58’ Fernandes |

| Arbitro: | Damato (Barletta) |

|            |           |                                                 |
| Parolo 48’ | Marcatori | 72’ Lavezzi 81’ (rig.) Hamšík 88’, 90+2’ Cavani |

| Arbitro: | Tagliavento (Terni) |

|                            |           |  |
| Hamšík 72’ Juan 83’ (aut.) | Marcatori |  |

| Arbitro: | Bergonzi (Genova) |

|           |           |            |
| Gómez 69’ | Marcatori | 39’ Cavani |

| Arbitro: | Rizzoli (Bologna) |

|             |           |                             |
| Lavezzi 78’ | Marcatori | 22’ Robinho 71’ Ibrahimović |

| Arbitro: | Valeri (Roma) |

|  |           |             |
|  | Marcatori | 77’ Lavezzi |

| Arbitro: | Mazzoleni (Bergamo) |

|                 |           |  |
| Cavani 19’, 86’ | Marcatori |  |

| Arbitro: | Rocchi (Firenze) |

|  |           |               |
|  | Marcatori | 90+4’ Lavezzi |

| Arbitro: | Bergonzi (Genova) |

|                         |           |  |
| Zarate 15’ Floccari 61’ | Marcatori |  |

| Arbitro: | Gervasoni (Mantova) |

|                                      |           |                |
| Maggio 2’ Hamšík 36’, 48’ Cavani 74’ | Marcatori | 68’ Meggiorini |

| Arbitro: | Romeo (Verona) |

|                                |           |            |
| Di Natale 16’ (rig.), 45’, 57’ | Marcatori | 58’ Hamšík |

| Arbitro: | Morganti (Ascoli Piceno) |

|              |           |  |
| Maggio 90+5’ | Marcatori |  |

| Arbitro: | Brighi (Cesena) |

|  |           |            |
|  | Marcatori | 25’ Hamšík |

| Arbitro: | Celi (Campobasso) |

|              |           |  |
| Cavani 90+3’ | Marcatori |  |

| Arbitro: | Rocchi (Firenze) |

|                                    |           |              |
| Thiago Motta 3’, 55’ Cambiasso 37’ | Marcatori | 25’ Pazienza |

| Arbitro: | Morganti (Ascoli Piceno) |

|                      |           |  |
| Cavani 20’, 26’, 53’ | Marcatori |  |

#### Girone di ritorno
| Napoli 15 gennaio 2011, ore 18:00 CET 20ª giornata | Napoli          | 0 – 0 referto | Fiorentina | Stadio San Paolo (49 443 spett.)\| Arbitro: \| Banti (Livorno) \| |
| Arbitro:                                           | Banti (Livorno) |               |            |                                                                   |

| Arbitro: | Mazzoleni (Bergamo) |

|  |           |                        |
|  | Marcatori | 38’ Lavezzi 87’ Cavani |

| Arbitro: | Rocchi (Firenze) |

|                                        |           |  |
| Cavani 16’, 45’ (rig.), 57’ Hamšík 48’ | Marcatori |  |

| Arbitro: | Orsato (Schio) |

|                           |           |  |
| Moscardelli 20’ Sardo 50’ | Marcatori |  |

| Arbitro: | Celi (Campobasso) |

|                       |           |  |
| Cavani 13’ Sosa 90+1’ | Marcatori |  |

| Arbitro: | Bergonzi (Genova) |

|  |           |                        |
|  | Marcatori | 49’ (rig.), 83’ Cavani |

| Arbitro: | Gava (Conegliano) |

|            |           |  |
| Zúñiga 25’ | Marcatori |  |

| Arbitro: | Rocchi (Firenze) |

|                                             |           |  |
| Ibrahimović 49’ (rig.) Boateng 77’ Pato 79’ | Marcatori |  |

| Napoli 6 marzo 2011, ore 15:00 CET 28ª giornata | Napoli              | 0 – 0 referto | Brescia | Stadio San Paolo (29 146 spett.)\| Arbitro: \| Mazzoleni (Bergamo) \| |
| Arbitro:                                        | Mazzoleni (Bergamo) |               |         |                                                                       |

| Arbitro: | Morganti (Ascoli Piceno) |

|               |           |                                   |
| Palladino 29’ | Marcatori | 52’ Hamšík 56’ Lavezzi 87’ Maggio |

| Arbitro: | Damato (Barletta) |

|                        |           |                 |
| Cavani 49’ (rig.), 61’ | Marcatori | 56’ Acquafresca |

| Arbitro: | Banti (Livorno) |

|                                         |           |                                       |
| Dossena 60’ Cavani 62’, 82’ (rig.), 88’ | Marcatori | 29’ Mauri 56’ Dias 68’ (aut.) Aronica |

| Arbitro: | Orsato (Schio) |

|  |           |                                 |
|  | Marcatori | 30’ Mascara 45+2’ (rig.) Hamšík |

| Arbitro: | Tagliavento (Terni) |

|               |           |                     |
| Mascara 90+6’ | Marcatori | 55’ Inler 61’ Denis |

| Arbitro: | Damato (Barletta) |

|                                  |           |                  |
| Balzaretti 38’ Bovo 45+1’ (rig.) | Marcatori | 2’ (rig.) Cavani |

| Arbitro: | Gava (Conegliano) |

|            |           |  |
| Hamšík 83’ | Marcatori |  |

| Arbitro: | Valeri (Roma) |

|                                 |           |             |
| Corvia 49’ (rig.) Chevanton 88’ | Marcatori | 67’ Mascara |

| Arbitro: | De Marco (Chiavari) |

|              |           |           |
| Zúñiga 45+1’ | Marcatori | 15’ Eto'o |

| Arbitro: | Rizzoli (Bologna) |

|                         |           |                             |
| Chiellini 47’ Matri 84’ | Marcatori | 22’ Maggio 70’ C. Lucarelli |

### Coppa Italia

#### Fase finale
| Arbitro: | Romeo (Verona) |

|                      |           |                       |
| Yebda 9’ Lavezzi 23’ | Marcatori | 56’ (rig.) Meggiorini |

| Arbitro: | Valeri (Roma) |

|                                    |                      |                                           |
| Cavani Hamšík Lavezzi Zúñiga Yebda | Tiri di rigore 4 – 5 | Eto'o Cambiasso Pandev Thiago Motta Chivu |

### UEFA Europa League

#### Fase preliminare
| Arbitro: | Kakos |

|               |           |  |
| Lavezzi 45+1’ | Marcatori |  |

| Arbitro: | Ennjimi |

|  |           |                 |
|  | Marcatori | 29’, 38’ Cavani |

#### Fase a gironi
| Napoli 16 settembre 2010, ore 21:05 CEST 1ª giornata | Napoli | 0 – 0 referto | Utrecht | Stadio San Paolo (27 897 spett.)\| Arbitro: \| Vad \| |
| Arbitro:                                             | Vad    |               |         |                                                       |

| Arbitro: | Borski |

|                                            |           |                                    |
| Cribari 2’ (aut.) Tănase 11’ Kapetanos 16’ | Marcatori | 44’ Vitale 73’ Hamšík 90+7’ Cavani |

| Napoli 21 ottobre 2010, ore 19:00 CEST 3ª giornata | Napoli   | 0 – 0 referto | Liverpool | Stadio San Paolo (52 910 spett.)\| Arbitro: \| Kinhöfer \| |
| Arbitro:                                           | Kinhöfer |               |           |                                                            |

| Arbitro: | Fautrel |

|                              |           |             |
| Gerrard 76’, 88’ (rig.), 89’ | Marcatori | 28’ Lavezzi |

| Arbitro: | González |

|                                            |           |                            |
| van Wolfswinkel 6’, 28’ (rig.) Demouge 35’ | Marcatori | 5’, 42’, 70’ (rig.) Cavani |

| Arbitro: | Královec |

|              |           |  |
| Cavani 90+3’ | Marcatori |  |

#### Fase ad eliminazione diretta
| Napoli 17 febbraio 2011, ore 19:00 CET Sedicesimi di finale - Andata | Napoli      | 0 – 0 referto | Villarreal | Stadio San Paolo (47 529 spett.)\| Arbitro: \| Clattenburg \| |
| Arbitro:                                                             | Clattenburg |               |            |                                                               |

| Arbitro: | Çakır |

|                        |           |            |
| Nilmar 42’ Rossi 45+2’ | Marcatori | 18’ Hamšík |

## Statistiche finali

### Statistiche di squadra
| Competizione       | Punti | In casa | In casa | In casa | In casa | In casa | In casa | In trasferta | In trasferta | In trasferta | In trasferta | In trasferta | In trasferta | Totale | Totale | Totale | Totale | Totale | Totale | DR  |
| Competizione       | Punti | G       | V       | N       | P       | Gf      | Gs      | G            | V            | N            | P            | Gf           | Gs           | G      | V      | N      | P      | Gf     | Gs     | DR  |
| ------------------ | ----- | ------- | ------- | ------- | ------- | ------- | ------- | ------------ | ------------ | ------------ | ------------ | ------------ | ------------ | ------ | ------ | ------ | ------ | ------ | ------ | --- |
| Serie A            | 70    | 19      | 12      | 4       | 3       | 33      | 15      | 19           | 9            | 3            | 7            | 26           | 24           | 38     | 21     | 7      | 10     | 59     | 39     | +20 |
| Coppa Italia       | -     | 2       | 1       | 1       | 0       | 2       | 1       | -            | -            | -            | -            | -            | -            | 2      | 1      | 1      | 0      | 2      | 1      | +1  |
| UEFA Europa League | 7     | 5       | 2       | 3       | 0       | 2       | 0       | 5            | 1            | 2            | 2            | 10           | 11           | 10     | 3      | 5      | 2      | 12     | 11     | +1  |
| Totale             | -     | 26      | 15      | 8       | 3       | 37      | 16      | 24           | 10           | 5            | 9            | 36           | 35           | 50     | 25     | 13     | 12     | 73     | 51     | +22 |

### Andamento in campionato
| Giornata  | 1 | 2  | 3 | 4  | 5 | 6 | 7 | 8 | 9 | 10 | 11 | 12 | 13 | 14 | 15 | 16 | 17 | 18 | 19 | 20 | 21 | 22 | 23 | 24 | 25 | 26 | 27 | 28 | 29 | 30 | 31 | 32 | 33 | 34 | 35 | 36 | 37 | 38 |
| --------- | - | -- | - | -- | - | - | - | - | - | -- | -- | -- | -- | -- | -- | -- | -- | -- | -- | -- | -- | -- | -- | -- | -- | -- | -- | -- | -- | -- | -- | -- | -- | -- | -- | -- | -- | -- |
| Luogo     | T | C  | T | C  | T | C | T | C | T | C  | T  | T  | C  | T  | C  | T  | C  | T  | C  | C  | T  | C  | T  | C  | T  | C  | T  | C  | T  | C  | C  | T  | C  | T  | C  | T  | C  | T  |
| Risultato | N | N  | V | P  | V | V | N | P | V | V  | V  | P  | V  | P  | V  | V  | V  | P  | V  | N  | V  | V  | P  | V  | V  | V  | P  | N  | V  | V  | V  | V  | P  | P  | V  | P  | N  | N  |
| Posizione | 8 | 14 | 7 | 11 | 6 | 3 | 4 | 6 | 5 | 5  | 3  | 3  | 3  | 4  | 4  | 3  | 2  | 3  | 2  | 3  | 2  | 2  | 3  | 3  | 2  | 2  | 3  | 3  | 3  | 3  | 2  | 2  | 2  | 3  | 3  | 3  | 3  | 3  |

Fonte:  Serie A – Classifiche, su sport.sky.it, Sky Sport. URL consultato il 19 febbraio 2014 (archiviato dall'url originale l'11 settembre 2014).
Legenda:

Luogo: C = Casa; T = Trasferta. Risultato: V = Vittoria; N = Pareggio; P = Sconfitta.

### Statistiche dei giocatori
| Giocatore       | Serie A  | Serie A | Serie A     | Serie A    | Coppa Italia | Coppa Italia | Coppa Italia | Coppa Italia | Europa League | Europa League | Europa League | Europa League | Totale   | Totale | Totale      | Totale     |
| Giocatore       | Presenze | Reti    | Ammonizioni | Espulsioni | Presenze     | Reti         | Ammonizioni  | Espulsioni   | Presenze      | Reti          | Ammonizioni   | Espulsioni    | Presenze | Reti   | Ammonizioni | Espulsioni |
| --------------- | -------- | ------- | ----------- | ---------- | ------------ | ------------ | ------------ | ------------ | ------------- | ------------- | ------------- | ------------- | -------- | ------ | ----------- | ---------- |
| S. Aronica      | 26       | 0       | 8           | 0          | 2            | 0            | 0            | 0            | 7             | 0             | 1             | 1             | 35       | 0      | 9           | 1          |
| M. Blasi        | 2        | 0       | 0           | 1          | 1            | 0            | 0            | 0            | 2             | 0             | 0             | 0             | 5        | 0      | 0           | 1          |
| C. Bucchi       | 0        | 0       | 0           | 0          | 0            | 0            | 0            | 0            | 0             | 0             | 0             | 0             | 0        | 0      | 0           | 0          |
| H. Campagnaro   | 31       | 0       | 10          | 0          | 1            | 0            | 0            | 0            | 7             | 0             | 3             | 0             | 39       | 0      | 13          | 0          |
| P. Cannavaro    | 32       | 2       | 8           | 1          | 1            | 0            | 1            | 0            | 7             | 0             | 0             | 1             | 40       | 2      | 9           | 2          |
| E. Cavani       | 35       | 26      | 4           | 1          | 2            | 0            | 1            | 0            | 10            | 7             | 1             | 0             | 47       | 33     | 6           | 1          |
| E. Cribari      | 9        | 0       | 0           | 0          | 1            | 0            | 1            | 0            | 4             | 0             | 1             | 0             | 14       | 0      | 2           | 0          |
| M. De Sanctis   | 38       | -39     | 3           | 0          | 1            | 0            | 0            | 0            | 10            | -11           | 3             | 0             | 49       | -50    | 6           | 0          |
| A. Dossena      | 33       | 1       | 5           | 0          | 1            | 0            | 0            | 0            | 8             | 0             | 2             | 0             | 42       | 1      | 7           | 0          |
| N. Dumitru      | 9        | 0       | 0           | 0          | 0            | 0            | 0            | 0            | 3             | 0             | 0             | 0             | 12       | 0      | 0           | 0          |
| W. Gargano      | 36       | 0       | 8           | 0          | 1            | 0            | 0            | 0            | 9             | 0             | 2             | 0             | 46       | 0      | 10          | 0          |
| M. Gianello     | 0        | 0       | 0           | 0          | 0            | 0            | 0            | 0            | 0             | 0             | 0             | 0             | 0        | 0      | 0           | 0          |
| G. Grava        | 13       | 0       | 4           | 0          | 0            | 0            | 0            | 0            | 4             | 0             | 0             | 0             | 17       | 0      | 4           | 0          |
| M. Hamšík       | 37       | 11      | 5           | 0          | 2            | 0            | 0            | 0            | 10            | 2             | 2             | 0             | 49       | 13     | 7           | 0          |
| G. Iezzo        | 0        | 0       | 0           | 0          | 1            | -1           | 0            | 0            | 0             | 0             | 0             | 0             | 1        | -1     | 0           | 0          |
| E. Lavezzi      | 31       | 6       | 8           | 0          | 2            | 1            | 1            | 0            | 9             | 2             | 3             | 0             | 42       | 9      | 12          | 0          |
| C. Lucarelli    | 9        | 1       | 0           | 0          | 1            | 0            | 0            | 0            | 1             | 0             | 0             | 0             | 11       | 1      | 0           | 0          |
| C. Maggio       | 33       | 4       | 5           | 0          | 2            | 0            | 0            | 0            | 9             | 0             | 2             | 0             | 44       | 4      | 7           | 0          |
| R. Maiello      | 3        | 0       | 0           | 0          | 0            | 0            | 0            | 0            | 0             | 0             | 0             | 0             | 3        | 0      | 0           | 0          |
| G. Mascara      | 14       | 3       | 5           | 0          | 0            | 0            | 0            | 0            | 2             | 0             | 0             | 0             | 16       | 3      | 5           | 0          |
| M. Pazienza     | 31       | 1       | 6           | 2          | 1            | 0            | 0            | 0            | 7             | 0             | 2             | 0             | 39       | 1      | 8           | 2          |
| F. Quagliarella | 0        | 0       | 0           | 0          | 0            | 0            | 0            | 0            | 1             | 0             | 0             | 0             | 1        | 0      | 0           | 0          |
| V. Ruiz         | 6        | 0       | 2           | 0          | 0            | 0            | 0            | 0            | 1             | 0             | 1             | 0             | 7        | 0      | 3           | 0          |
| E. Rullo        | 0        | 0       | 0           | 0          | 0            | 0            | 0            | 0            | 0             | 0             | 0             | 0             | 0        | 0      | 0           | 0          |
| F. Santacroce   | 11       | 0       | 3           | 0          | 1            | 0            | 0            | 0            | 2             | 0             | 1             | 0             | 14       | 0      | 4           | 0          |
| J. Sosa         | 24       | 1       | 1           | 0          | 1            | 0            | 0            | 0            | 6             | 0             | 0             | 0             | 31       | 1      | 1           | 0          |
| L. Vitale       | 6        | 0       | 1           | 0          | 1            | 0            | 0            | 0            | 3             | 1             | 0             | 0             | 10       | 1      | 1           | 0          |
| H. Yebda        | 29       | 0       | 3           | 0          | 2            | 1            | 0            | 0            | 8             | 0             | 3             | 0             | 39       | 1      | 6           | 0          |
| J. Zúñiga       | 27       | 2       | 2           | 0          | 2            | 0            | 0            | 0            | 8             | 0             | 2             | 0             | 37       | 2      | 4           | 0          |

## Giovanili

### Organigramma societario
Area direttiva
- Responsabile: Luigi Caffarelli
- Segretario coordinativo: Francesco Barresi

Area tecnica
- Allenatore Primavera: Roberto Miggiano
- Allenatore Berretti: Felice Mollo
- Allenatore Allievi Nazionali: Ciro Muro
- Allenatore Giovanissimi Nazionali: Nicola Liguori

### Piazzamenti
- Primavera:
  - Campionato: 5º posto nel Girone C[89]
  - Coppa Italia: Primo Turno[90]
  - Torneo di Viareggio: Fase a gironi[91]
  - Torneo Tirreno e Sport: Semifinale
  - Trofeo Sardegna: Finalista
  - Trofeo Dossena: Semifinale
  - Blue Stars/FIFA Youth Cup: 9º posto
- Berretti:
  - Campionato: Campione[92]
- Allievi Nazionali:
  - Campionato: Final eight[93]
  - Torneo Città di Arco: Fase a gironi
  - Trofeo "Nereo Rocco": Fase a gironi[94]
  - Trofeo Shalom: Fase a gironi
- Giovanissimi Nazionali:
  - Campionato: Finalista[95]
  - Viareggio junior Cup: Campione[96]
  - Nike Cup: Fase a gironi[97]
  - Torneo "Scuola, Sport e Ambiente: Uniti si cresce!": 4º posto